# Simone Chapuis-Bischof
Simone Chapuis-Bischof (Bazel, 16 maart 1931 – 9 oktober 2023) was een Zwitserse onderwijzeres, redactrice en feministe.

## Biografie

### Afkomst en opleiding
Simone Chapuis-Bischof was een dochter van Josef Bischof, die katholiek was hoewel zijzelf protestantse was, en van Elsa Mabille. Ze studeerde pedagogische en sociale wetenschappen aan de Universiteit van Lausanne en behaalde een lerarendiploma. Ze was getrouwd met Olivier Chapuis, een leraar.

### Carrière
Chapuis-Bischof was actief als onderwijzeres van 1957 tot 1963. Tussen 1980 en 1993 was ze redactrice van het Bulletin du Grand Conseil vaudois. Ze zette zich in voor vrouwenrechten en het vrouwenstemrecht in Zwitserland, de toegang voor vrouwen tot middelbare en hogere studies, de depenalisatie van abortus, de gelijkheid van mannen en vrouwen en genderquota. Ze was voorzitster van de afdeling Lausanne van het Schweizerischer Verband für Frauenrechte tussen 1971 en 1975. Tussen 1974 en 1980 was ze voorzitster van de Vaudse kantonnale afdeling van deze organisatie. Vervolgens was ze van 1988 tot 1995 nationaal voorzitster. Tussen 1974 en 1980 was ze voorzitster van de redactie van het vrouwenblad Femmes suisses.
Bischof overleed op 9 oktober 2023 op 92-jarige leeftijd.

## Werken
- (fr)  "Le langage et les femmes: de la formulation non sexiste à la féminisation de la langue" in Der Kampf um gleiche Rechte/Le combat pour les droits égaux, Schweizerischer Verband für Frauenrechte/Association suisse pour les droits de la femme, BaZel, Schwabe, 2009, p. 257-266.

- Gemeinsame Normdatei: 123051428
- Historisch woordenboek van Zwitserland: 032109
- Virtual International Authority File: 72291018